# 方解石
方解石（英語：calcite）是碳酸鈣（化学式：CaCO3）的穩定形態，质软、色白或灰或透明，呈现菱面体或偏三角面体，聚形呈钉头或犬牙状；其中，菱面体有双折射性。方解石是石灰岩和大理岩的主要组成矿物，其最大的用途為製造水泥。
方解石晶体属三方晶系的碳酸鹽礦物，在地球的表面廣泛分佈，石灰岩和大理岩中含有方解石。
在溫泉區中也可以找到方解石，它是溫泉區的礦脈礦物，
在地洞穴中鐘乳石和石筍也可以找到方解石，
方解石還是海洋生物外殼組成的成份，浮游生物，有孔蟲類，紅色海藻的堅硬部份，一些海綿、棘皮動物、苔蘚蟲門，和牡蠣殼的主要成份。
成分同樣為碳酸鈣的礦物有霰石和球霰石，霰石加熱到300°C會變成方解石，470°C則會變成碳酸鈣；球霰石不如方解石或文石穩定。

## 名称
方解石具有三组完全菱面体解理，因此结晶常呈方块状，其最大特点是解理性，敲击可以得到很多方形碎块，故名方解石。
唐代宋人苏恭曰：方解石“破之方解”。北宋医家马志曰：“敲破块块方解，故以为名”。北宋医药学家唐慎微曰：方解石“得之，敲破皆方解，故以为名”。明朝李时珍在《本草纲目》中写“其似硬石膏成块，击之块块方解，墙壁光明者，名方解石也”。

## 外观

### 形状
方解石的晶体形状多种多样，常为菱面体、六方柱体及板状体。经常呈聚片双晶及接触双晶。集合体可以是一簇簇的晶体，也可以是粒状、块状、纤维状、钟乳状、土状等等。在石灰岩地区，溶解在溶液中的重碳酸钙在适宜的条件下沉淀出方解石，形成千姿百态的钟乳石、石笋、石幔、石柱等自然景观。

### 颜色
纯净的方解石（冰洲石）是无色透明的，比较少见，多数呈乳白色。若含铁、锌、钴、锰、铜等元素，则会呈现浅黄、浅红、紫、褐黑色。
- 无色透明的方解石称为冰洲石
- 墨西哥产的绿色的方解石
- 含铁的方解石呈现浅红色
- 含铌的方解石呈现蓝紫色
- 巴西米纳斯吉拉斯州产的经过切割的方解石

## 种类

### 冰洲石

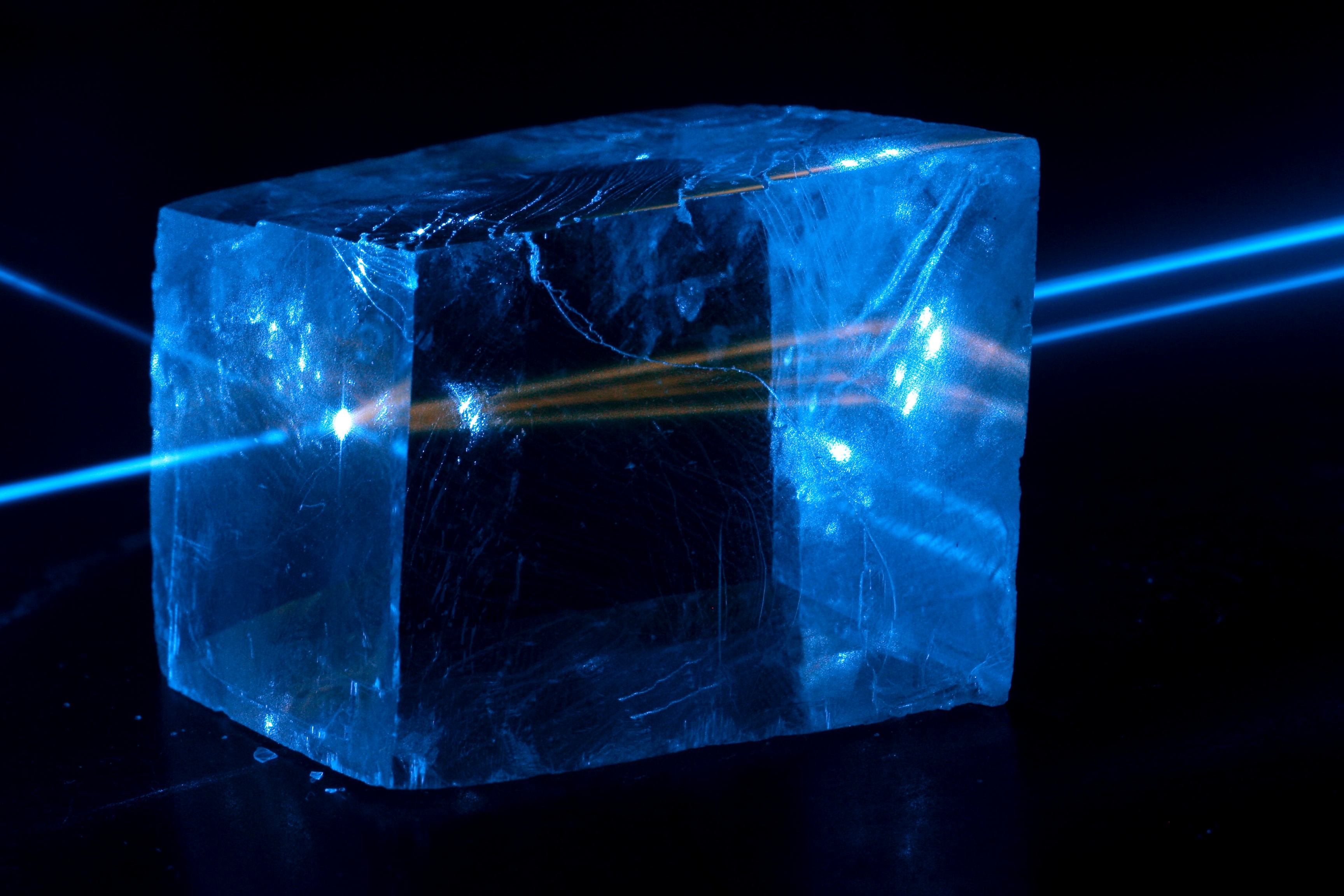
方解石在激光照射下发出荧光。

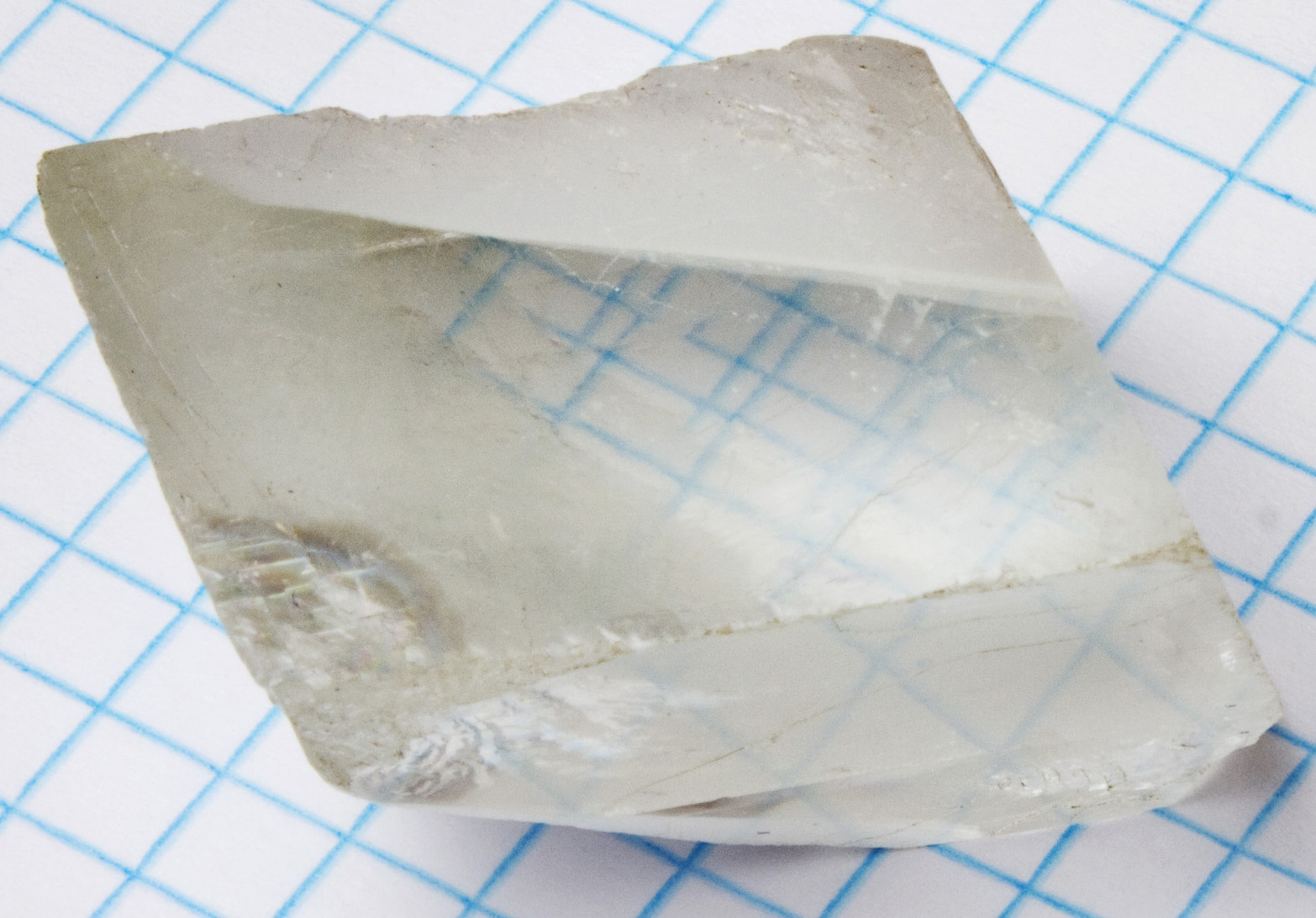
置放在方格紙上的方解石顯示出雙折射現象。

冰洲石是一種無色透明的方解石，因盛产于冰岛而得名，常作为观赏收藏用。非常纯净完全透明的冰洲石晶体具有强烈双折射功能和最大的偏振光功能。将冰洲石放在画有线条的纸上，就能看到线条会变成双重影像。
如果方解石的内部不含杂质或裂痕，不带双晶或歪曲，并且晶体达到一定大小，就可以切割成柱状，用于制作显微镜的棱镜，是无法用人造晶体替代的高级材料。

### 大理石
大理石（Marble）是经过变质作用的方解石，通常为不透明的块状结晶，可能出现绿、灰、棕与红色，夹杂着石灰石等其他伴生矿物（Accessory minerals）。由于大理石成分较复杂，有时并不被视为方解石的一种，但其大部分的成分仍为方解石。

## 分布
方解石是分布最广的矿物之一，是组成石灰岩和大理岩的主要成分。在泉水中可沉积出石灰华，在火成岩内亦常为次生矿物，在玄武岩流的杏仁孔穴中，沉积岩之裂缝内常有方解石充填而成细脉，或透过生物学作用，以贝壳或岩礁的方式产出。

## 用途
方解石在冶金工业上用做熔剂，在建筑工业方面用来生产水泥、石灰。 玻璃生产中加入方解石成份，生成的玻璃会变得半透明，适用于做玻璃灯罩。
方解石还可入药，有清热利湿；通脉解毒等功效，可治疗胸中留热结气，黄疸等。相信矿石疗法认为，方解石有稳定情绪的作用，还有人相信方解石球有聚财的功效。